# Leyland Sherpa
Il Leyland Sherpa è un veicolo commerciale leggero prodotto dalla Leyland Motors, una sussidiaria della British Leyland dal 1974.
Il veicolo è rimasto in produzione, con vari aggiornamenti estetici e vari marchi del gruppo BLMC, fino al 1997.
Fu sostituito nel 1996 dai modelli LDV Pilot e Convoy che altro non erano che delle versioni aggiornate esteticamente dello Sherpa.

## Storia

### Sviluppo
Verso la fine degli anni sessanta, l’offerta della British Leyland nel settore dei veicoli commerciali leggeri (LCV) era divenuta ormai anziana e poco competitiva sul mercato: il Morris J4 era datato e sebbene fosse migliore rispetto al Morris J2, non era molto apprezzato dal pubblico. Inoltre i nuovi e più moderni furgoni lanciati sul mercato come il Ford Transit e Bedford CF contribuirono a mettere in ombra i commerciali Morris.
Stan Dews, un ex ingegnere Ford a capo del programma Transit, venne assunto dalla BLMC con il compito di progettare un nuovo modello di veicolo commerciale. Nacque così il progetto CV300 basato sulla piattaforma del modello Austin 1800 ADO 17 a trazione anteriore con piano di carico ribassato molto simile a quello del Citroën Type H. Tuttavia la soluzione della trazione anteriore venne bocciata dai vertici della BLMC ritenuta poco idonea e poco robusta a un mezzo commerciale e non in grado di sopportare motori più potenti e il lavoro sul CV300 venne interrotto.
Non scoraggiato da questa critica, Dews realizzò un modello simile al Transit: nacque così il progetto CV154 con un'architettura meccanica simile a trazione posteriore, telaio a longheroni e un design molto più spigoloso e moderno che prendeva le distanze dal design a “salvadanaio” del Transit. Tuttavia, per produrre il CV154 fu stimato un investimento complessivo pari a 8 milioni si sterline, giudicati troppo elevati per un furgone, e la British Leyland stoppò anche questo progetto.
Di conseguenza la divisione LCV della British Leyland continuava a perdere quote di mercato nel Regno Unito ed era scesa ad appena il 7%. Per correre ai ripari Dews durante numerose visite presso lo stabilimento Morris studiò quali parti esistenti delle gamme Morris J4 e JU e quali macchinari potevano ancora essere riutilizzati per adattarle al progetto CV154.
Nasce così lo Sherpa che ereditava dai vecchi Morris J4 le porte e i pannelli posteriori.

### Presentazione dello Sherpa
Il nuovo commerciale fu lanciato nel 1974 denominato semplicemente Leyland Van. Un anno dopo il nome del modello fu cambiato in Leyland Sherpa per conferire maggiore identità al veicolo. Invece del marchio Morris venne utilizzato quello Leyland per sottolineare il distacco dai vecchi mezzi Morris.
La gamma iniziale dello Sherpa consisteva nelle versioni furgone da 185, 215 e 240 (che indicavano la portata di 1,85, 2,15 e 2,4 tonnellate), pick-up con cassone incorporato nei pannelli della carrozzeria disponibile nelle versioni 215 e 240, minibus 240 e cabinato a telaio nudo (per allestitori) da 220 e 250. La gamma motori si componeva dei propulsori alimentati a benzina serie B da 1622 cc e 1798 cc a quattro cilindri e il Diesel serie B da 1798 cc.

### Austin Morris Sherpa

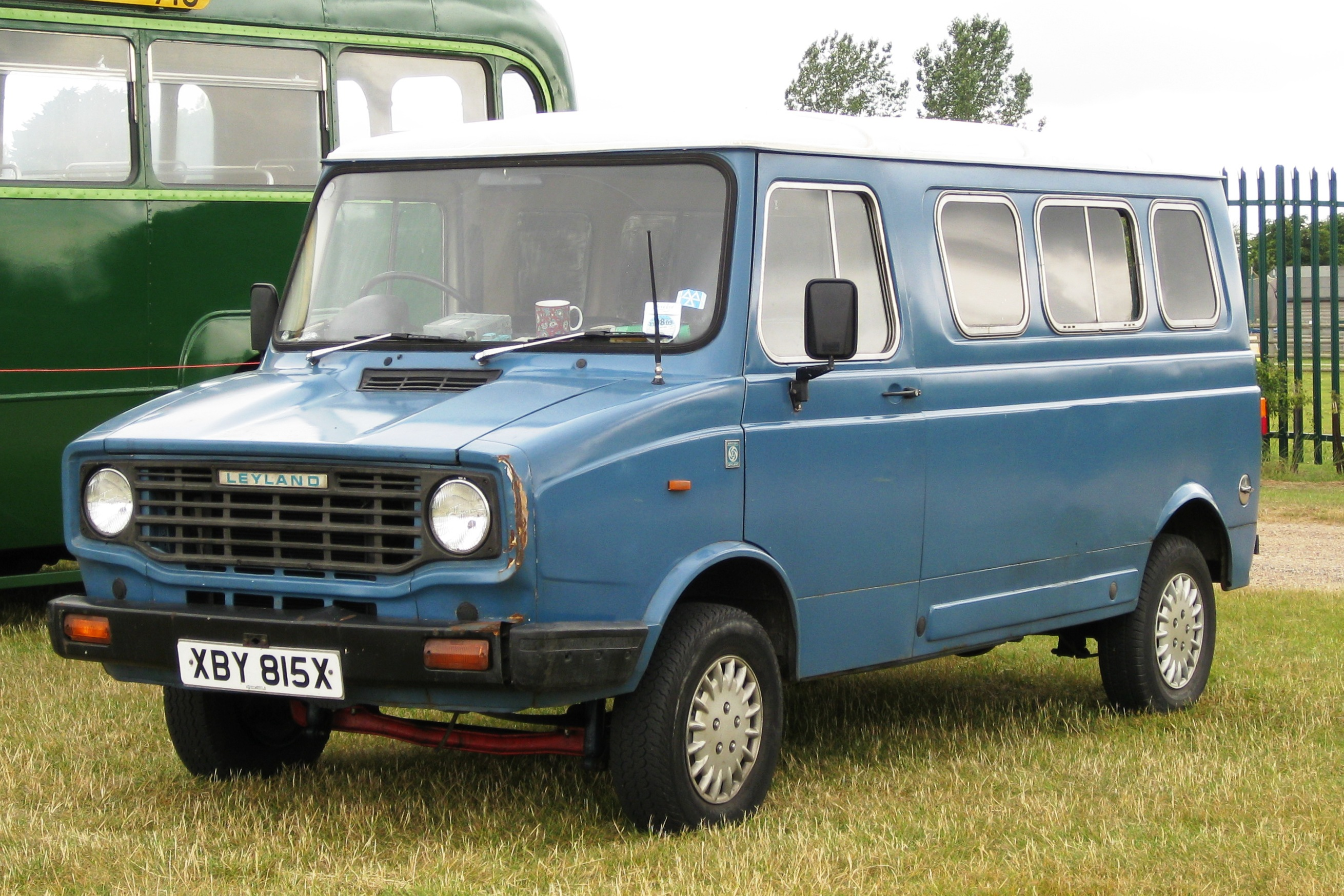
Uno degli ultimi Sherpa a marchio Leyland prima di adottare il marchio Austin Morris

Nel 1978 lo Sherpa venne aggiornato nella meccanica: esordiscono i nuovi motori a benzina della serie O da 1,7 e 2,0 litri che sostituirono le precedenti unità benzina serie B da 1622 cc e 1798 cc, mentre il Diesel resta in listino. La gamma di allestimenti fu anch’essa aggiornata: le versioni furgone divennero 200, 230 e 250, i pick up 230 e 250, il minibus solo 250 e il cabinato a telaio nudo solo 255. Qualche mese dopo l'esordio della nuova gamma lo Sherpa fu ribattezzato Austin Morris e perse il marchio Leyland.
Nel 1980 la Borg Warner su richiesta della British Leyland iniziò a collaudare i primi Sherpa equipaggiati con cambio automatico basati sulla versione furgone 250 benzina.

### Freight Rover Sherpa
Nel 1981 la British Leyland creò la divisione Freight Rover come parte del gruppo Land Rover, quindi il veicolo venne ribattezzato Freight Rover Sherpa. 

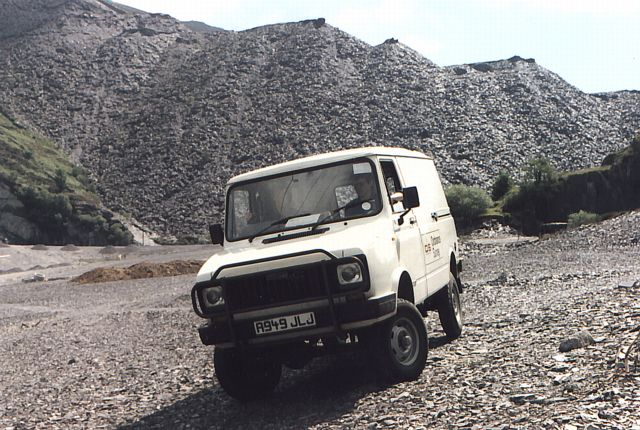
Sherpa 4x4

La neonata azienda visto il calo della domanda per il modello Sherpa iniziò a lavorare a un restyling pesante del modello (progetto K2) per risollevare le vendite e renderlo più attrattivo per il pubblico. Vennero investiti oltre 30 milioni di sterline per rimodernare lo stabilimento di Common Lane a Birmingham acquistando nuovi macchinari automatizzati e inaugurando una nuova linea di verniciatura.
Nel 1982 esordisce lo Sherpa K2. Venne migliorato l’accesso laterale al vano di carico e venne ridisegnata la calandra. Il furgone era disponibile nelle versioni 200, 230, 250 e 280. Il minibus solo nella 250. 
Esordisce anche la nuova versione "Hi Capacity" con tetto rialzato che aumenta la portata a 255, 280 e 330.
Il pickup con carrozzeria integrata venne abbandonato ed esordì la nuova versione pick-up con cassone in acciaio separato dalla carrozzeria disponibile con le cabine 255 e 280; era venduto anche nella versione chassis con telaio nudo per allestitori. 
La gamma motori rimase invariata, con le unità benzina serie O da 1,7 e 2,0 litri, il Diesel serie B da 1,8 litri ma si aggiunse anche l'opzione dei propulsori benzina convertiti a GPL con un impianto realizzato dalla Landi-Hartog. Un'altra novità fu la versione a trazione integrale (lo Sherpa 4x4) con la transizione e lo schema meccanico di origine Land Rover.

### Sherpa serie 200 e Sherpa serie 300
Nel 1984 ci fu un nuovo restyling e la gamma venne suddivisa in due sotto serie denominate 200 Sherpa e 300 Sherpa (quest’ultima inedita con carrozzeria più grande e allargata); i numeri 200 e 300 raggruppavano le varie portate. La principale modifica estetica fu nel frontale che ottenne fari quadrati, nuovi paraurti e indicatori di direzione rettangolari riposizionati nei paraurti, passaruota con archi più arrotondati e sporgenti, nuove cerniere delle porte posteriori ridisegnate, nuove portiere e nuove maniglie.
Lo Sherpa Serie 200 era offerto con la carrozzeria pick-up denominata Luton con cassone ribaltabile nella versione 255; la pick-up classica invece era disponibile nelle versioni 255, 280 e 285, con passo corto o lungo oppure priva di cassone nella versione chassis per allestitori. I modelli minibus rimasero in listino.
La gamma di motori era la medesima della precedente Sherpa K2 incluso l’anziano Diesel della famiglia B. 
Il Diesel della famiglia B uscì dal listino nel novembre 1986 sullo Sherpa serie 200 sostituito dal nuovo Diesel 2.0 MDi Perkins Prima a iniezione diretta aspirato (il medesimo adottato dalle Austin Maestro) che era effettivamente un motore British Leyland della famiglia O ampiamente rivisto e aggiornato. Questa propulsore era piuttosto rumoroso ma era comunque molto affidabile capace di un eccellente risparmio di carburante, sebbene le prestazioni del motore fossero modeste a causa della mancanza del turbocompressore. 
I motori a benzina 1.7 e 2.0 benzina vennero aggiornati (famiglia O2).

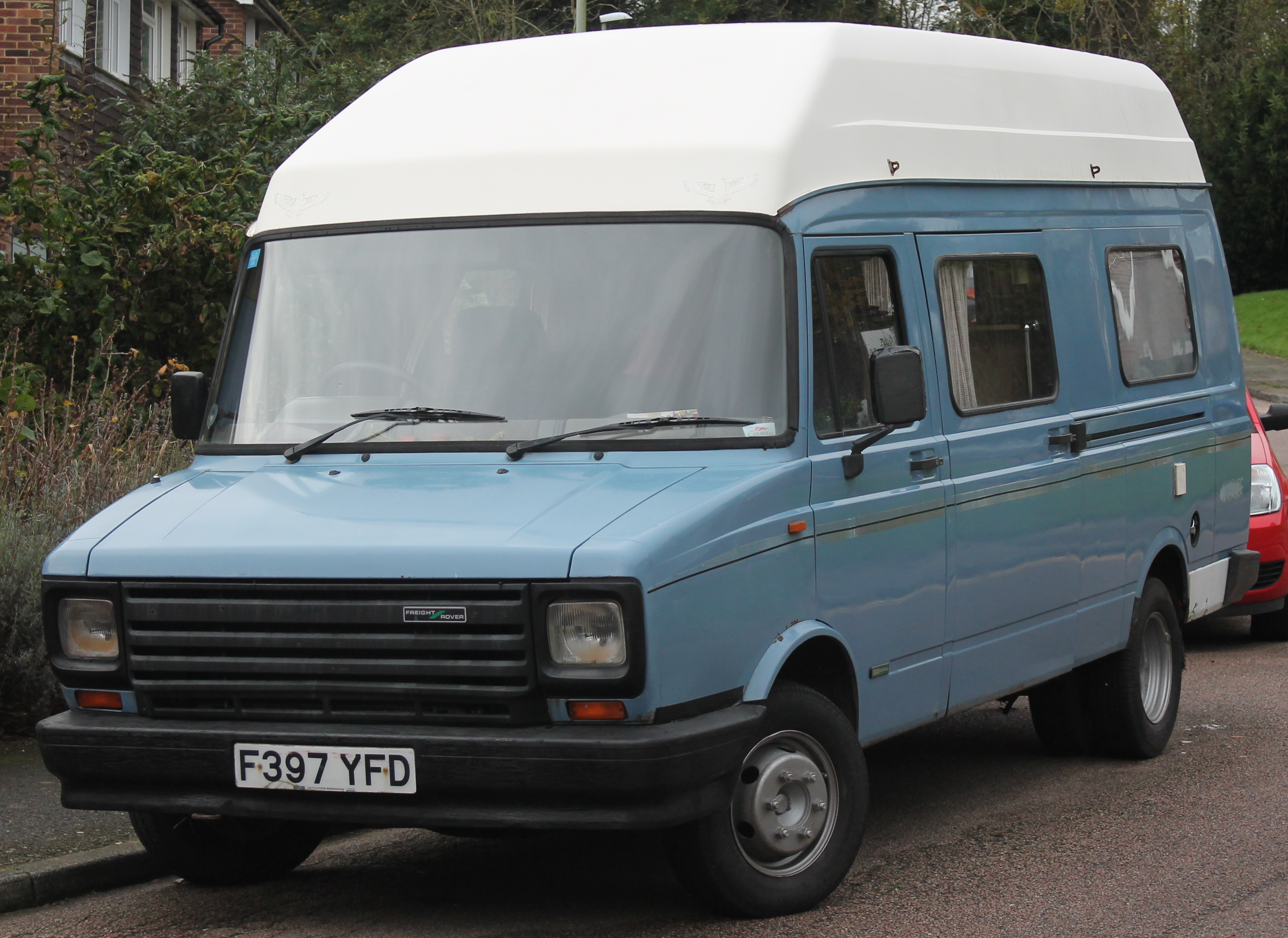
Freight Rover Sherpa 350

Lo Sherpa Serie 300 era una versione più lunga e capiente oltre ad avere una carrozzeria più larga; venne sviluppata per andare in diretta concorrenza con i nuovi maxivan presenti sul mercato come le varianti lunghe del Transit e i nuovi Renault Master e Iveco Daily. La serie 300 era disponibile in tre lunghezze, due altezze per il tetto e tre passi differenti.  Veniva offerta nei modelli 310 a ruota singola e nelle 300 e 350 a ruote gemellate. La capacità variava da 7,6 metri cubi a 11,4 metri cubi.
La variante pick-up Luton era costruita sulle cabine del telaio 350 a ruote gemellate fornendo capacità di 15,6 metri cubi e un carico utile massimo di quasi due tonnellate. La versione cassonata era disponibile nelle versioni 310 e 350 con interasse corto o lungo (disponibile anche a chassis nudo). La Minibus offriva fino a 18 posti. 
A differenza dello Sherpa 200 sul 300 il motore 2.0 MDI Perkins fu reso disponibile dall'esordio.
Nel novembre 1985 entra in produzione lo Sherpa V8 equipaggiato con il motore 3.5 V8 della Range Rover. Questa versione V8 era disponibile solo sulle versioni 300 più grandi per offrire maggior potenza e prestazioni migliori soprattutto per i modelli acquistati da enti come le forze di polizia o per le versioni da allestire come ambulanza. Lo Sherpa V8 erogava 133 cavalli e 251 Nm di coppia massima.
La nuova gamma risollveró le vendite del modello sia nel Regno Unito sia nei mercati di esportazione: la quota di Sherpa esportati passò dal 5% al 15% nel 1988 con una produzione di oltre 21.000 unità.
Nel 1989 il Gruppo Rover divenne proprietario di tutto il business della Land Rover ma vendette tutta la divisione Freight Rover alla DAF e alla Leyland Trucks che creano la joint venture Leyland DAF destinata a continuare a produrre lo Sherpa.